# Ještěři
Ještěři (Lacertilia, též Sauria) jsou skupina živočichů z řádu šupinatých charakteristických plně vyvinutými končetinami, středním uchem a pohyblivými očními víčky. Jsou významnou skupinou současných plazů a vyskytují se téměř na celém světě.
Nejstarší prokazatelní zástupci kladu Sauria se objevili v prvohorním permu, v době zhruba před 260 miliony let.
Navzdory rozšířenému názoru nebyli populární dinosauři zástupci skupiny šupinatých, nepatřili tedy mezi ještěry ani jejich blízké příbuzné. Dinosauři byli zástupci kladu Archosauria, nikoliv Lepidosauria.

## Charakteristika
U ještěrů jsou většinou plně vyvinuté končetiny. Pokud jsou redukovány, zůstávají vždy alespoň zbytky pletenců a prsní kosti. Na lebce je výrazná streptostylie, to znamená, že quadratum je k lebce připojeno elastickými vazy a spojení je tak pohyblivé. Horní jařmový oblouk je redukovaný, tvrdé patro chybí, je vytvořeno jen pouzdro Jacobsonova orgánu. V evoluci ještěrů je patrný sklon ke splývání párů malých lebečních kostí, což pomáhá identifikaci jednotlivých skupin.
Ještěři mají vyvinutý ušní bubínek. Oční víčka jsou většinou pohyblivá, zornička kulatá nebo štěrbinovitá. Někdy se zachovávají zbytky temenního oka. Ocas ještěrů je často lámavý, se schopností autotomie – po odlomení se ještě chvíli mrská, čímž odláká pozornost predátora od unikajícího ještěra. Častá je schopnost regenerace odlomeného ocasu, případně končetin, což je pozoruhodná výjimka v rámci blanatých (Amniota).
Většinou jsou vejcorodí a snášejí vejce s blanitou skořápkou, někteří jsou živorodí. Pářicím orgánem je párový hemipenis.
Některé druhy mají schopnost partenogeneze. Výhradní partenogeneze je známa u dvou leguánů, několika agam, tejovitých, tejovčíkovitých, ještěrkovitých a xantusiovitých ještěrů a u gekonů.
Některé druhy se dokážou efektivně pohybovat pouze po zadních nohou a dosahovat tak i poměrně vysokých rychlostí běhu.
Recentní (dnes žijící) druhy jsou zpravidla menšího vzrůstu, kromě robustních varanů, avšak ještěrka perlová, jejíž domovinou je Pyrenejský poloostrov, dorůstá délky téměř jednoho metru a váhy až 0,5 kg. Zástupci některých vymřelých skupin však dosahovali značné délky. Největšími zástupci byli zřejmě někteří mosasauři, například rodu Tylosaurus, Hainosaurus nebo Mosasaurus, který dosahoval délky více než 15 metrů a hmotnosti kolem dvaceti tun.
Až do roku 2006 se uvádělo, že jen dva druhy ještěrů jsou jedovaté (korovec jedovatý a korovec mexický). Nicméně rozsáhlý výzkum tento předpoklad vyvrátil s tím, že jedovatých je mnoho desítek, možná i několik stovek z celkem více než 6500 druhů ještěrů. Převážně jde o varany.

## Ještěři v Česku

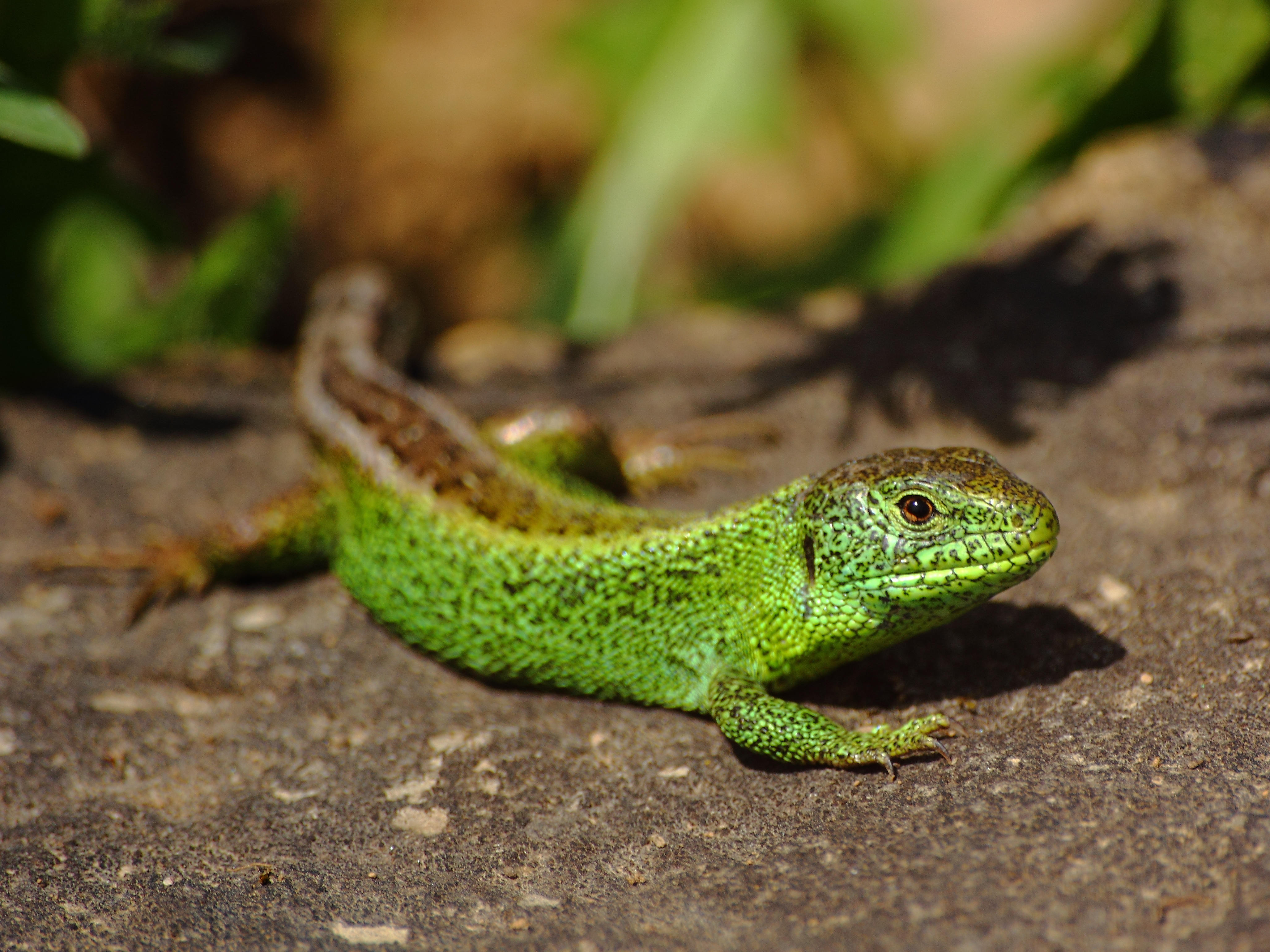
Ještěrka obecná (Lacerta agilis)

V Česku žije několik druhů ještěrů, všechny jsou považovány za ohrožené druhy a jsou chráněné. Jedná se o slepýše křehkého (Anguis fragilis) a slepýše východního z čeledi slepýšovití a čtyři druhy ještěrek – ještěrku obecnou (Lacerta agilis), ještěrku zelenou (Lacerta viridis), ještěrku živorodou (Zootoca vivipara) a ještěrku zední (Podarcis muralis). Zavlečeným a vzácným druhem je gekon turecký (Hemidactylus turcicus).

## Taxonomická poznámka
Ještěři jsou zřejmě parafyletickou skupinou, tedy na základě vnější podobnosti uměle vytvořeným taxonem, neboť někteří z nich jsou spíše příbuzní hadům či dvouplazům (pahadům)[zdroj⁠?!].

## Klasifikace
Podřád Lacertilia (Sauria)
- †Čeleď Bavarisauridae
- †Čeleď Eichstaettisauridae
- Nadčeleď Iguania
  - †Čeleď Arretosauridae
  - †Čeleď Euposauridae
  - Čeleď Corytophanidae – baziliškovití
  - Čeleď Iguanidae – leguánovití
  - Čeleď Phrynosomatidae – ropušníkovití
  - Čeleď Polychrotidae – anolisovití
  - Čeleď Tropiduridae – trnoleguánovití
  - Čeleď Crotaphytidae – leguánovcovití
  - Čeleď Opluridae – oplurovití
  - Čeleď Hoplocercidae – hoplocerkovití
  - †Čeleď Priscagamidae
  - †Čeleď Isodontosauridae
  - Čeleď Agamidae – agamovití
  - Čeleď Chamaeleonidae – chameleonovití
- Nadčeleď Gekkota
  - Čeleď Gekkonidae – gekonovití
  - Čeleď Pygopodidae – dvounožkovití
  - Čeleď Dibamidae – beznožkovití
- Nadčeleď Scincomorpha
  - †Čeleď Paramacellodidae
  - †Čeleď Slavoiidae
  - Čeleď Scincidae – scinkovití
  - Čeleď Cordylidae – kruhochvostovití
  - Čeleď Gerrhosauridae – ještěrkovcovití
  - Čeleď Xantusiidae – xantusiovití
  - Čeleď Lacertidae – ještěrkovití
  - †Čeleď Mongolochamopidae
  - †Čeleď Adamisauridae
  - Čeleď Teiidae – tejovití
  - Čeleď Gymnophthalmidae – tejovčíkovití
- Nadčeleď Anguimorpha
  - Čeleď Anguidae – slepýšovití
  - Čeleď Anniellidae – hadovcovití
  - Čeleď Xenosauridae – krokodýlovcovití
- Nadčeleď Varanoidea
  - Čeleď Varanidae – varanovití
  - Čeleď Lanthanotidae – varanovcovití
  - Čeleď Helodermatidae – korovcovití
  - †Čeleď Mosasauridae – mosasauři